# 牯岭路
牯岭路是位于江苏省南京市鼓楼区内的一条道路，长约600米，东南—西北走向，东南到莫干路圆环，与莫干路、江苏路、宁海路交汇，西北到西康路，中间与普陀路、灵隐路、颐和路、珞珈路、赤壁路交汇。
这里原是一片荒地，1930年代根据首都计划建成高级住宅区，在林荫大道两旁，大多是中西合璧式的二层楼房，建筑密度较低。现已列为民国建筑保护区。

## 沿街建筑
- 牯岭路2号，李书田旧居[1]
- 牯岭路4号，潘志高旧居
- 牯岭路6号，冷杰生公馆
- 牯岭路8号，杨致殊公馆
- 牯岭路9号，李益五公馆
- 牯岭路10号，胡琏公馆[2]
- 牯岭路11号，中央大学教授、交通部统计长王仲斌公馆
- 牯岭路14号，东海县县长孔大充公馆
- 牯岭路15号，朱仲梁教授公馆
- 牯岭路16号，安徽省财政厅厅长杨中明公馆
- 牯岭路18号，津浦铁路专员姚光裕公馆
- 牯岭路20号，广州市社会局局长刘石心公馆、荷兰大使馆